# Ellen Axson Wilson
Ellen Louise Axson Willson (Savannah, 15 de mayo de 1860-Washington D. C., 6 de agosto de 1914) fue la primera esposa del presidente Woodrow Wilson y primera dama de los Estados Unidos de 1913 a 1914.

## Biografía
Nacida en Savannah, Georgia como Ellen Louise Axson, era hija del reverendo Samuel Edward Axson, un ministro presbiteriano y su esposa Margaret Jane (de soltera, Hoyt) Axson. Ellen se formó como una mujer de gusto refinado distinguido con una clara preocupación por el arte, la música y la literatura. En abril de 1883, conoció a Woodrow Wilson cuando él visitaba a su primo Jesse Woodrow Wilson en Rome, Georgia. En ese entonces, Ellen cuidaba la casa de su padre viudo. Woodrow Wilson pensó sobre Ellen: Que esplendidos ojos risueños. Cinco meses después ya estaban comprometidos, pero pospusieron la boda mientras Woodrow hacía un posgrado en la Universidad Johns Hopkins y ella cuidaba a su padre enfermo. El padre de Ellen se suicidó mientras estaba hospitalizado por depresión después de que Ellen se fuera a Nueva York para estudiar bellas artes. Después de su graduación, ella practicó el arte del retrato y recibió una medalla por una de sus obras en la Exposición Internacional de París. Después regresó a Georgia. 
El 24 de junio de 1885, cuando ella tenía 25 años, contrajo matrimonio con Wilson. La ceremonia que tuvo lugar en la casa de los abuelos paternos de Ellen, fue oficiada de forma conjunta por el padre de Woodrow, Joseph R. Wilson y el abuelo de Ellen, el reverendo Isaac Stockton Keith Axson. Fueron de luna de miel a Waynesville, Carolina del Norte. El mismo año, la Universidad de Bryn Mawr, Pensilvania, ofreció a Woodrow un puesto de enseñanza con un salario anual de $1.500. La pareja vivía cerca del campus, y con ellos un hermano menor de ella. 
Los Wilson tuvieron tres hijas:
- Margaret Woodrow Wilson (1886-1944)
- Jessie Woodrow Wilson (1887-1933)
- Eleanor Randolph Wilson (1889-1967)

Insistió en que sus hijas nacieran en el sur, se quedó con sus familiares en Gainesville, Georgia para el nacimiento de Margaret en 1886 y el de Jessie en 1887. Pero Eleanor nació en Middletown (Connecticut) en 1889, cuando Wilson enseñaba en la Universidad Wesleyana (Connecticut).
La carrera de Wilson en la Universidad de Princeton, Nueva Jersey, comenzó en 1890, trayendo a Ellen nuevas responsabilidades sociales. Ella se refugió de tales exigencias en su arte. Como primera dama, dibujó bocetos y pintó en un estudio en el tercer piso de la Casa Blanca. Donó muchos de sus trabajos para la caridad. Arregló la Casa Blanca para la boda de dos de sus hijas. Luego de que Wilson fuera electo presidente en 1912, los Wilson prefirieron empezar la administración sin ofrecer el habitual baile de investidura. En 1913, fue la impulsora del Jardín de rosas de la Casa Blanca. Ellen murió a consecuencia de la enfermedad de Bright en la Casa Blanca el 6 de agosto de 1914. Esta enterrada en Rome, Georgia en el Cementerio Myrtle Hill.